# Anita Protti
Anita Protti (Losanna, 4 agosto 1964) è un'ex ostacolista e velocista svizzera.

## Palmarès
| Anno | Manifestazione  | Sede     | Evento      | Risultato  | Prestazione | Note             |
| ---- | --------------- | -------- | ----------- | ---------- | ----------- | ---------------- |
| 1988 | Giochi olimpici | Seul     | 400 hs      | Semifinale | 54"56       |                  |
| 1989 | Europei indoor  | L'Aia    | 400 m piani | Bronzo     | 52"57       |                  |
| 1990 | Europei         | Spalato  | 400 hs      | Argento    | 54"36       |                  |
| 1991 | Mondiali indoor | Siviglia | 400 m piani | Bronzo     | 51"41       | Record nazionale |
| 1991 | Mondiali        | Tokyo    | 400 hs      | 6ª         | 54"25       |                  |
| 1994 | Europei         | Helsinki | 400 hs      | Semifinale | 56"15       |                  |
| 1994 | Europei         | Helsinki | 4x400 m     | 5ª         | 3'28"78     |                  |